# Amédée Ozenfant
Amédée Ozenfant (ur. 15 kwietnia 1886 w Saint-Quentin, zm. 4 maja 1966 w Cannes) – francuski malarz i teoretyk sztuki.

## Życiorys
Urodził się w burżuazyjnej rodzinie. Kształcił się w Dominican College w San Sebastian. Po zakończeniu edukacji powrócił do San Quentin i zaczął tam malować, bazując na pastelach i farbach wodnych. W 1904 uczęszczał na kurs rysowania prowadzony przez Jules'a-Alexandre'a Patrouillarda Degrave'a przy Ecole Municipale. W 1905 wyjechał do Paryża, gdzie studiował projektowanie wnętrz najpierw u Maurice'a Verneuila, a później u Charles'a Cotteta. Przyjaźnił się z Rogerem de la Fresnaye'em i André Dunoyerem de Segnozakiem. Współpracował m.in. z: Maxem Jacobem, Guillaume'em Apolonaire'em, Fernandem Légerem i Le Corbusierem. Zwłaszcza z ostatnim z wymienionych artystów współpracował najwięcej, wspólnie opracowali ideę puryzmu, która została opisana w książce Podstawy sztuki nowoczesnej. Publikacja ta zbiegła się z pierwszą wystawą puryzmu, która odbyła się w 1917 w Galerie Thomas w Paryżu.

## Wybrane dzieła
- Szklanki i butelki
- Naczynia
- Dzbanek
- Martwa natura z butelkami